# Plaza de las Estatuas de la Emperatriz

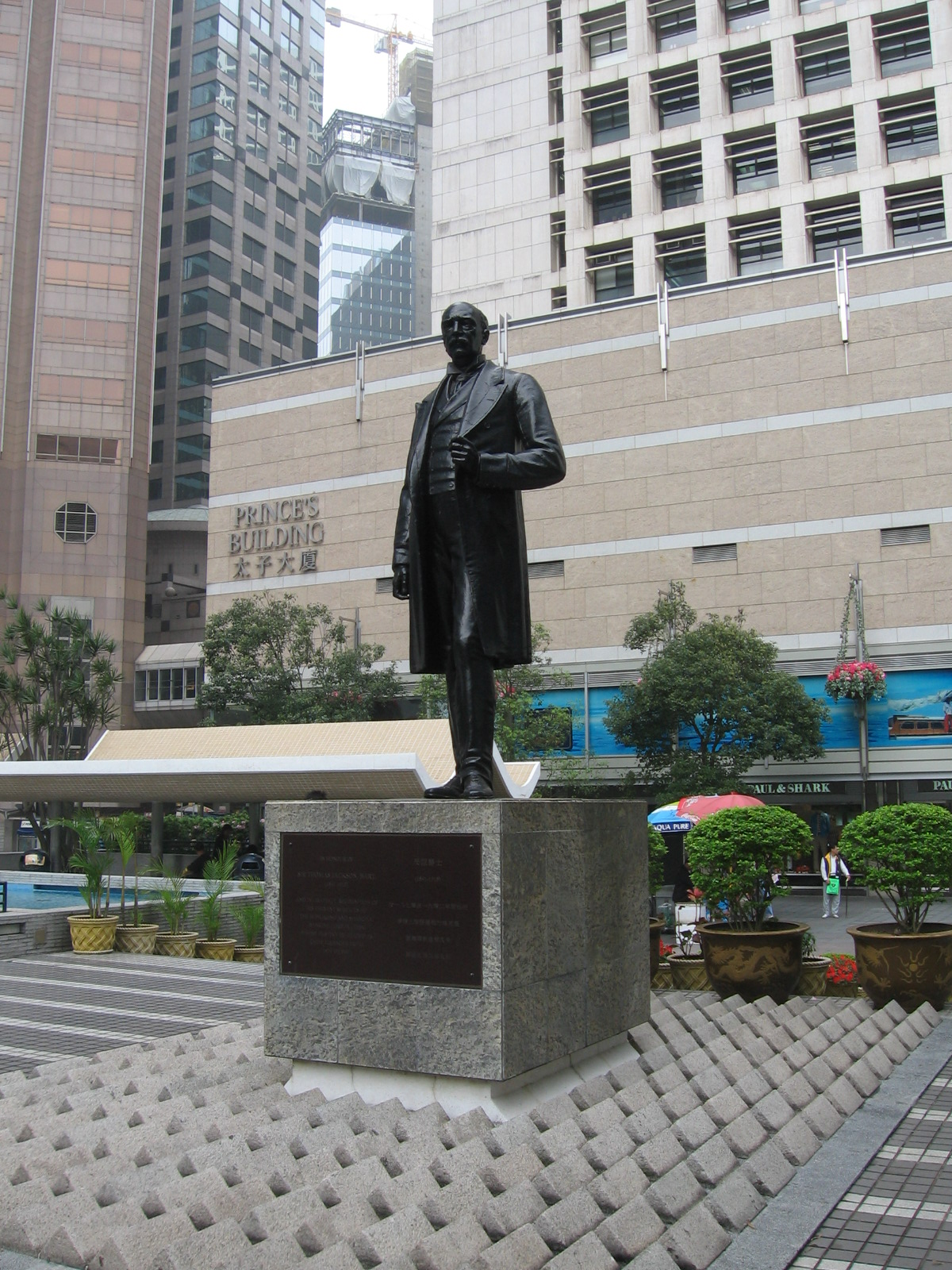
Estatua del banquero del HSBC, Thomas Jackson, primer baronet, con el Prince's Building en el fondo, en 2006.

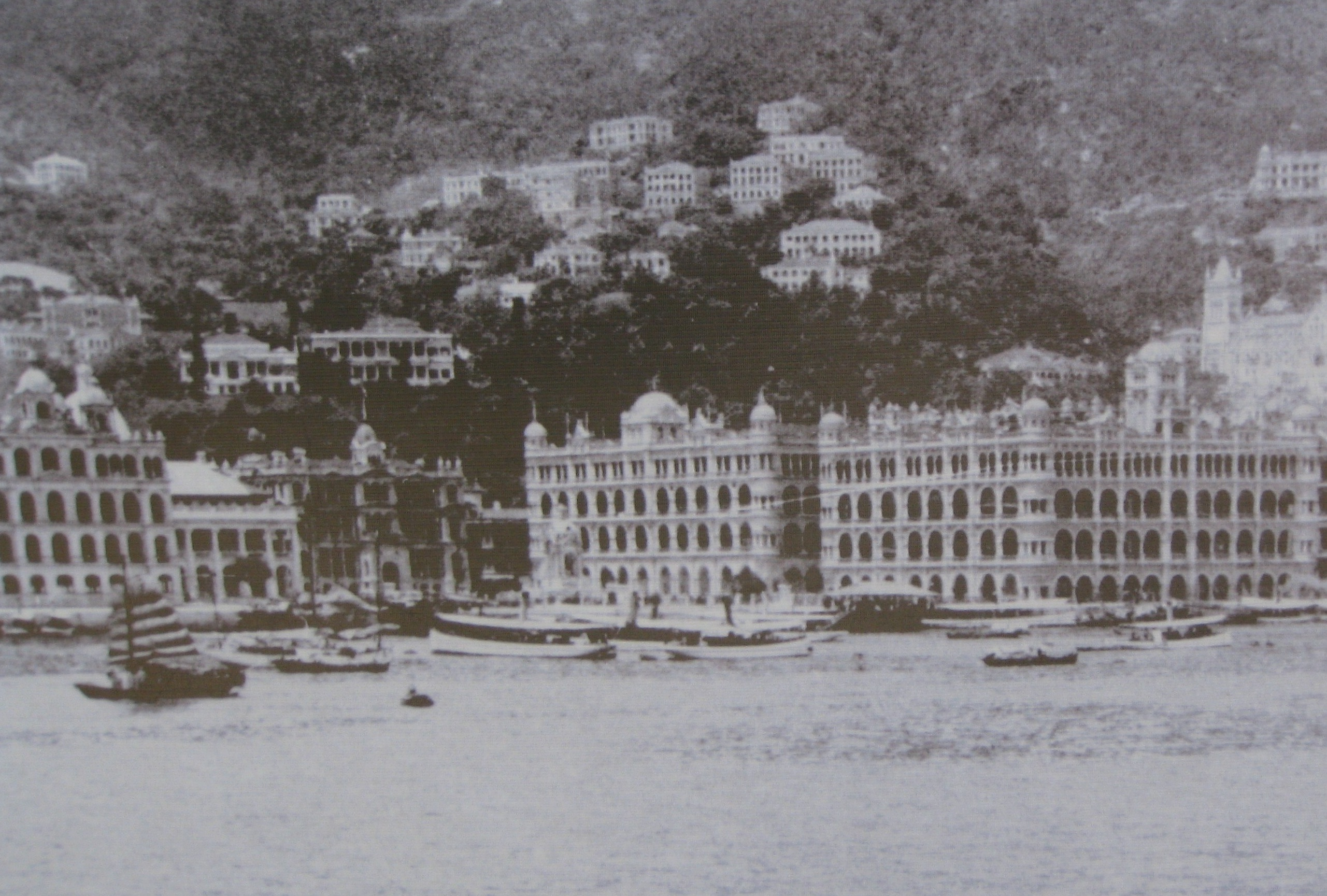
Statue Square en la década de 1910, con el HSBC Main Building (segundo diseño). El antiguo Ayuntamiento de la Ciudad está ocultado por el Legilative Council Building.

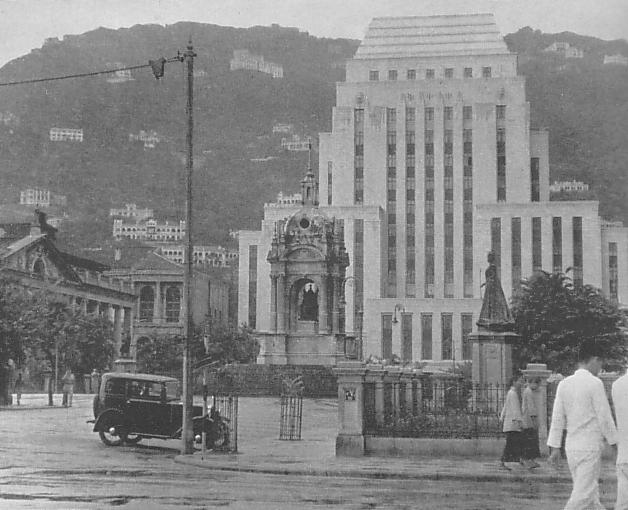
Statue Square en la década de 1930, mirando hacia el HSBC Main Building (tercer diseño, construido en 1935). Es visible el dosel de la estatua de la Reina Victoria.

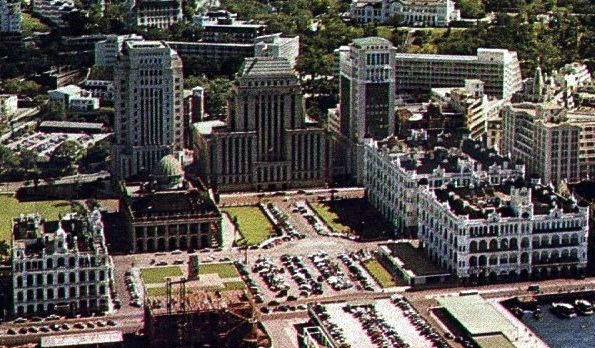
Statue Square en 1955. Prince's Building (primera generación) y Queen's Building son visibles en la izquierda.

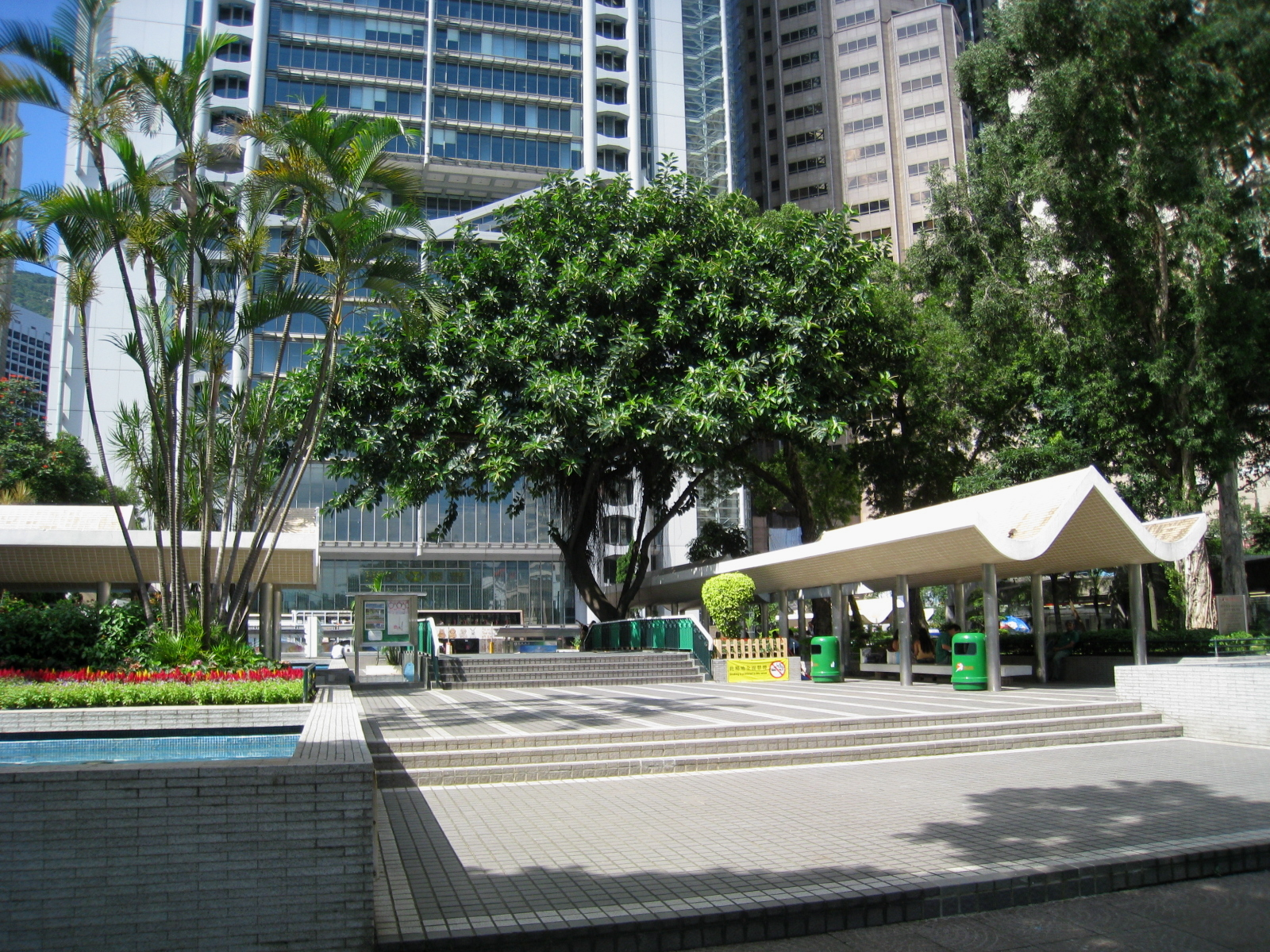
Statue Square, mirando hacia el HSBC Main Building.

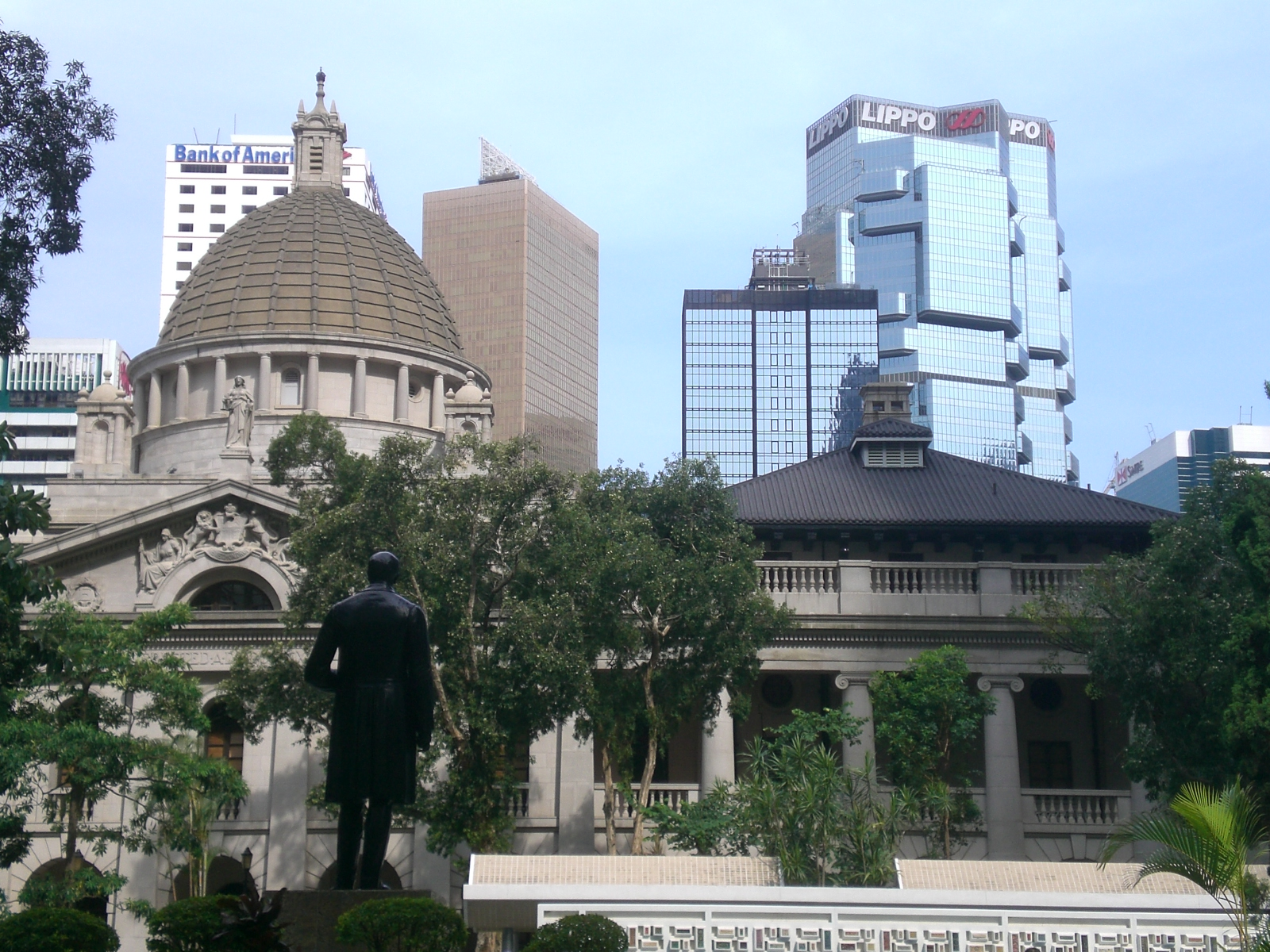
Fachada del Legislative Council Building, en Statue Square.

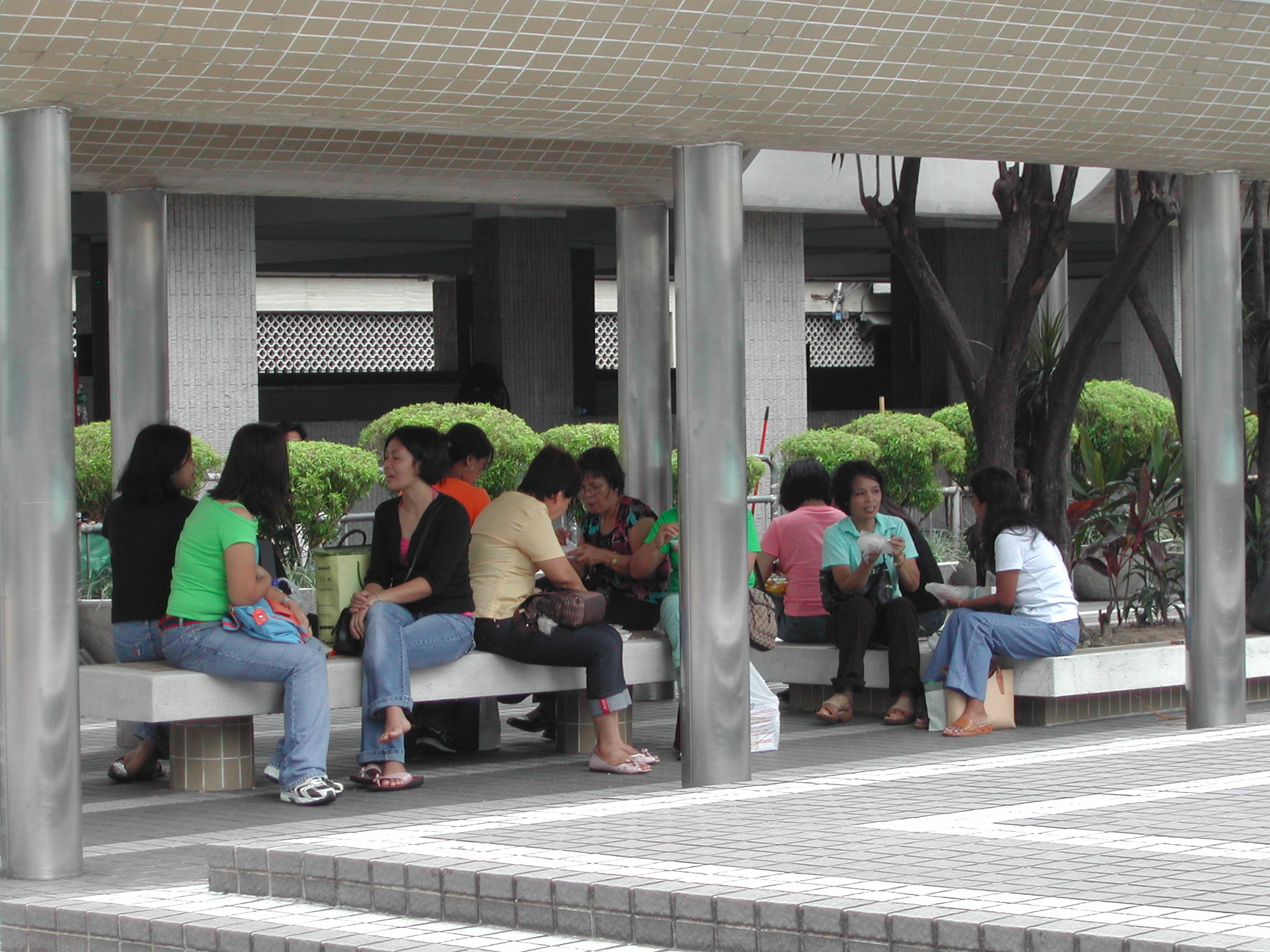
Statue Square es un punto de encuentro para muchos trabajadores domésticos filipinos de Hong Kong durante los domingos.

Statue Square (en chino tradicional, 皇后像廣場; literalmente, ‘plaza de Estatuas de la Emperatriz’) es una plaza pública peatonal situada en Central, Hong Kong, China. Construida totalmente en tierras ganadas al mar a finales del siglo XIX, Statue Square se compone de dos partes separadas por Chater Road en dos secciones: norte y sur. Está bordeada por la Connaught Road Central en el norte y por la Des Voeux Road Central en el sur.
Su nombre es una referencia a las estatuas, principalmente de la realeza británica, que se situaban en la plaza hasta la ocupación japonesa de Hong Kong durante la Segunda Guerra Mundial. Actualmente, la única estatua en la plaza es la de Thomas Jackson, primer baronet, banquero de HSBC.

## Historia
La plaza se construyó a finales del siglo XIX en tierras ganadas al mar por el Plan de Recuperación Praya. La idea de una plaza de estatuas dedicadas a la realeza fue concebida por Catchick Paul Chater. Llamada inicialmente "Royal Square", se hizo conocida gradualmente como "Statue Square", nombre derivado de que contenía originalmente la estatua de la Reina Victoria, como demuestra su nombre en chino. Esta estatua fue encargada para conmemorar el Jubileo de Oro de 1887 de la monarca. No se debería de haber realizado en bronce, sino en mármol, error que no fue apreciado hasta que la estatua estaba casi completa. Fue desvelada oficialmente en el centro de la plaza el 28 de marzo de 1896, el día designado oficialmente para la celebración del 77.º cumpleaños de la reina.
Las estatuas del Príncipe Alberto y Eduardo VII se añadieron antes de 1902. Una estatua de Thomas Jackson, el director jefe del Hongkong and Shanghai Banking Corporation fue desvelada el 24 de febrero de 1906 por el 
Gobernador Matthew Nathan. En aquel momento, la estatua estaba frente al HSBC Building. Estas estatuas (excepto la de Jackson), junto con los dos leones de bronce frente al HSBC Building, fueron trasladados por los japoneses a Japón para ser fundidos durante la Segunda Guerra Mundial.
El Cenotafio, una réplica del Cenotafio de Whitehall, Londres, fue desvelado el 24 de mayo de 1923 (Día de la mancomunidad) por el Gobernador Reginald Edward Stubbs. Se construyó en la sección noreste de Statue Square, frente al Hong Kong Club Building. Esta zona ahora se considera muy infrecuentemente parte de Statue Square.
Después de la guerra algunas de las estatuas se devolvieron a Hong Kong. La de Thomas Jackson está ahora aproximadamente en el centro de la plaza, frente al Legislative Council Building. La estatua de la Reina Victoria se colocó en Victoria Park. Los dos leones del HSBC están otra vez frente al HSBC Building. La estatua de bronce de George V, también retirada por los japoneses, se perdió y no se sustituyó tras la guerra.
Desde la década de 1980, ha habido una tradición para miles de trabajadores domésticos filipinos de congregarse en y alrededor de Statue Square cada domingo (su día de descanso usual de la semana). Se ha desarrollado una tradición paralela en Victoria Park para empleados domésticos indonesios de la ciudad.

## Edificios que rodean la plaza
Sur
El HSBC Main Building está situado en el lado sur de la plaza, cruzando Des Voeux Road Central. Esta parcela estaba ocupada previamente por el antiguo Ayuntamiento (construido en 1869, demolido en 1933) y generaciones anteriores, más pequeñas, del edificio de HSBC.
Este
- Legislative Council Building, en el lado este de la sección sur de la plaza
- Hong Kong Club Building, en el lado este de la sección norte de la plaza

Oeste
En el lado oeste de la plaza se construyeron varios edificios con nombres de la realeza británica. El Prince's Building y el Queen's Building se construyeron directamente alrededor la plaza (sección sur y norte respectivamente), mientras que los otros se construyeron más hacia el oeste.
- Prince's Building 1904-1963, sustituido por el actual Prince's Building (1965)
- Queen's Building 1899-1961, sustituido por el actual Hotel Mandarin Oriental Hong Kong (1963)
- King's Building 1905-1958, sede de Marconi Wireless[cita requerida] en la parcela que ahora ocupa Chater House
- St George's Building (聖佐治大廈) 1904-1966, sede de  Millington Limited[cita requerida] y sustituido por la actual torre de oficinas St. George's Building  (1969)
- Alexandra Building (亞歷山大行) 1904-1950 y 1952-1974, nombrado en honor a la Princesa de Gales, posterior Reina Alejandra, sustituido por el modernista Alexandra Building (1952–1974), ahora Alexandra House (歷山大廈) (1976)

Norte
La plaza estaba bordeada inicialmente por el Puerto de Victoria por el norte, pero tras las tierras ganadas al mar, está ahora separada de él por Edinburgh Place, que contenía el muelle Star Ferry, entre otros, hasta 2007.

## Las estatuas
Actualmente, la única estatua de la plaza es la de Jackson. Además, una estatua de 2,7 m de altura de Temis, la diosa griega de la justicia y la ley, se levanta encima del frontón del Legislative Council Building, frente a la plaza. Las estatuas que han estado históricamente en la plaza incluyen: 
- Estatua de la Reina Victoria. Desvelada el 28 de mayo de 1896. Ahora está en Victoria Park.
- Estatua del Príncipe Alberto, añadida antes de 1902.[5]
- Estatua de  Eduardo VII, añadida antes de 1902[5] (o donada por Catchick Paul Chater y desvelada en 1907 por el Duque de Connaught).[12]
- Estatua del Duque de Connaught. Donada por Catchick Paul Chater y erigida en 1902. Se trasladó a Connaught Road Central y Pedder Street en 1907,[12] frente al mar, cerca de Blake Pier.[13]
- Estatua de Sir Thomas Jackson, primer baronet, el director jefe del Hongkong and Shanghai Banking Corporation. Desvelada el 24 de febrero de 1906 por el Gobernador Matthew Nathan.
- Estatua del Príncipe de Gales, posteriormente Rey Jorge V. Donada por John Bell-Irving, director de la Hongkong Electric Company y desvelada en 1907 por el Duque de Connaught.[12]
- Estatua de la Reina Alejandra.[12]
- Estatua de la Reina María. Donada por Hormusjee Naorojee Mody como "un símbolo genuino de la lealtad y estima de los parsis hacia su Rey y su Reina".[14]
- Estatua de Henry May, 15º Gobernador de Hong Kong. Desvelada el 3 de mayo de 1923.[12]
- La estatua conmemorativa de HSBC de la Primera Guerra Mundial, "Fame". Desvelada el 24 de mayo de 1923.[15]

Además, algunas estatuas de la realeza y administradores coloniales situadas fuera de Statue Square eran:
- Estatua de Arthur Kennedy, en los Jardines Botánicos (imagen). Construida por suscripción pública tras su muerte en el mar en 1883,[16] fue desvelada en noviembre de 1887 por el recién llegado Gobernador William Des Vœux y estaba "encima de la segunda terraza, mirando hacia la fuente".[17] Fue retirada durante la ocupación japonesa, y nunca se recuperó.[18]
- Estatua del Rey Jorge VI, en los Jardines Botánicos y Zoológicos de Hong Kong. Fue erigida en 1941 y sigue en pie.[19]

## En la cultura popular
Este lugar fue la parada en boxes de la décima etapa de The Amazing Race 17.

## Galería de imágenes

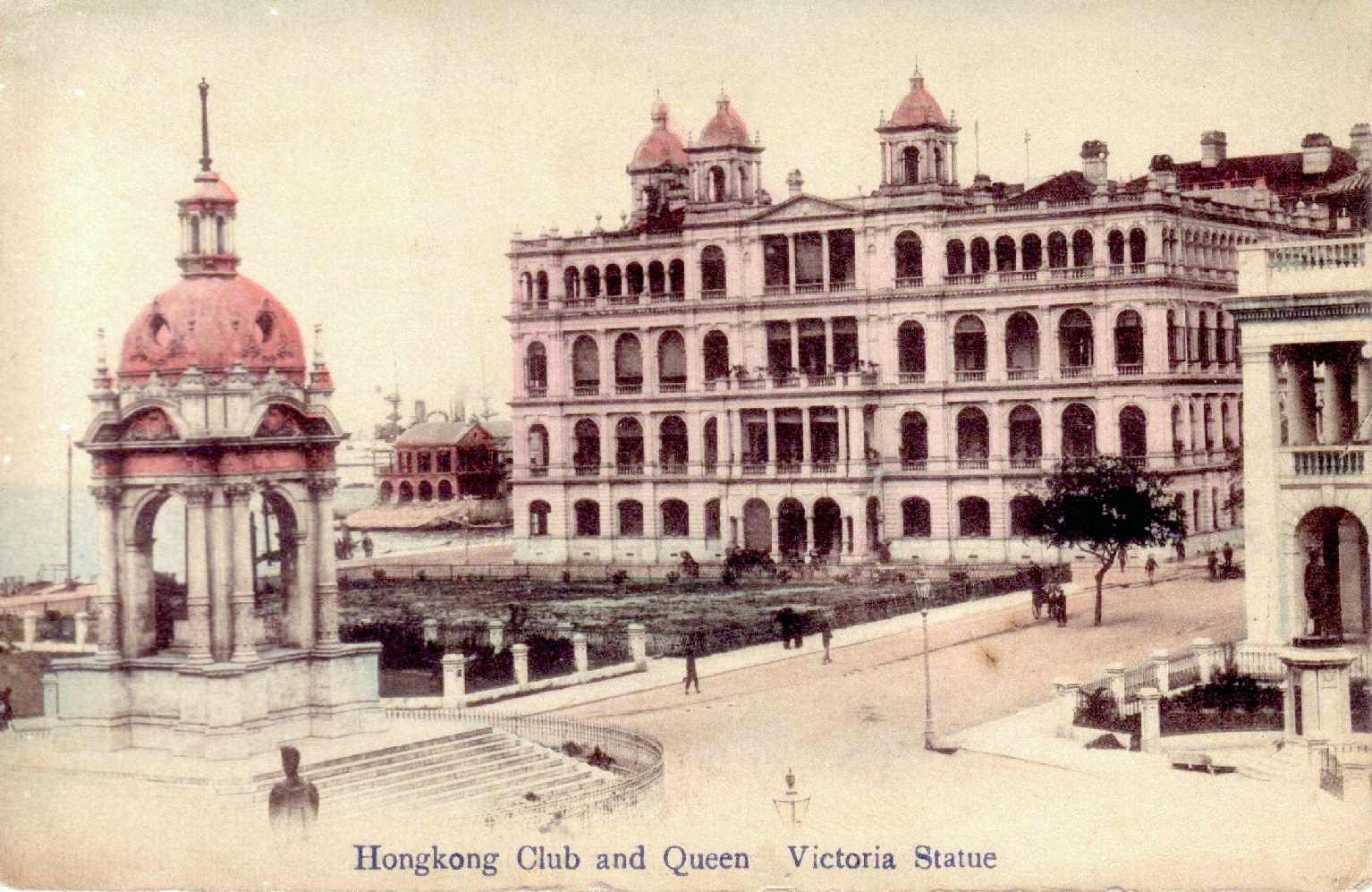
Estatua de la Reina Victoria y su dosel en su ubicación original, en 1905.
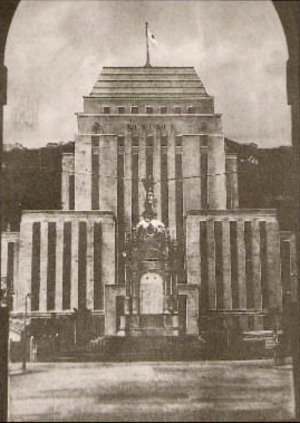
El dosel cerrado durante la ocupación japonesa.
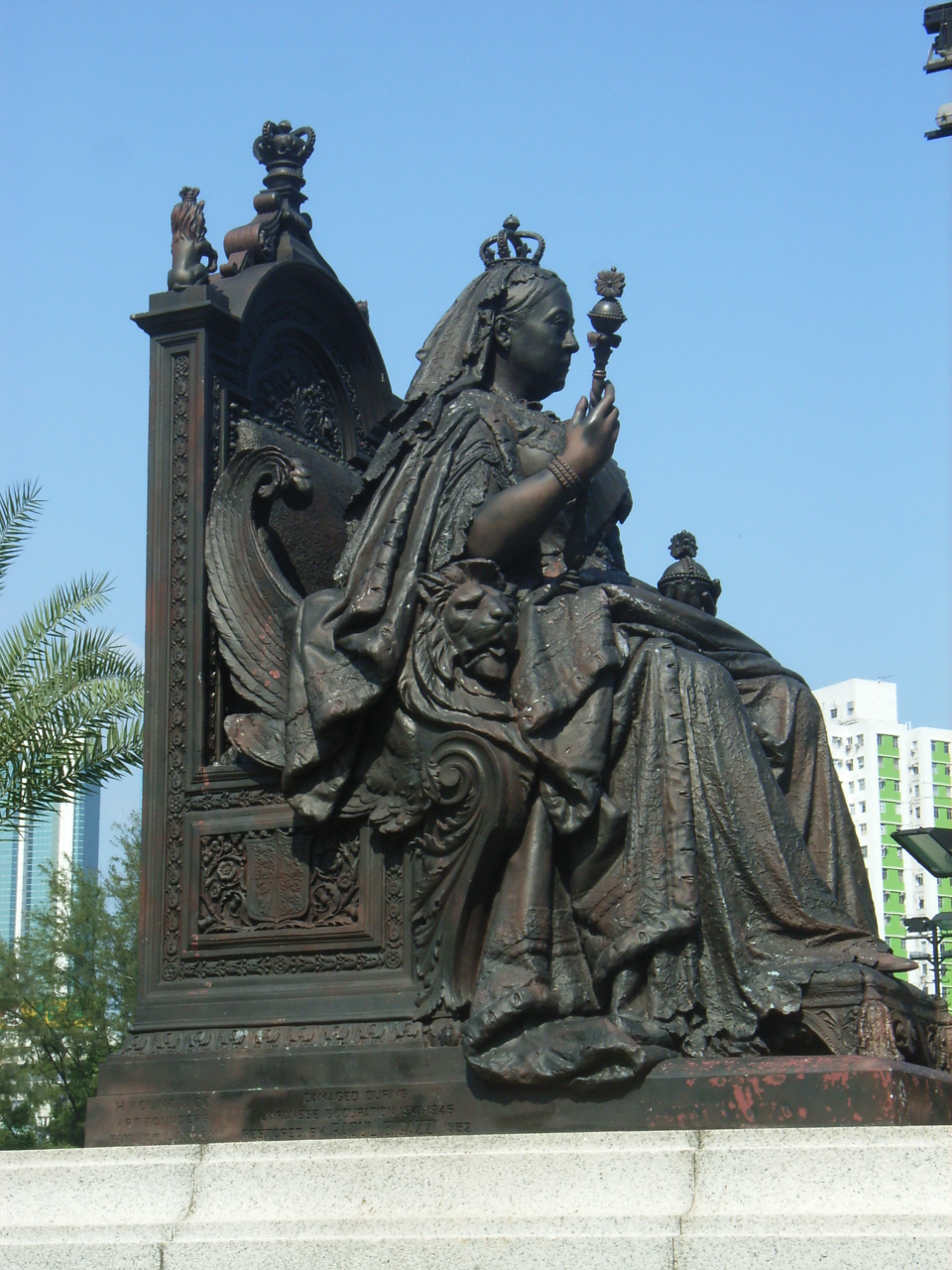
Estatua de la Reina Victoria en Victoria Park.
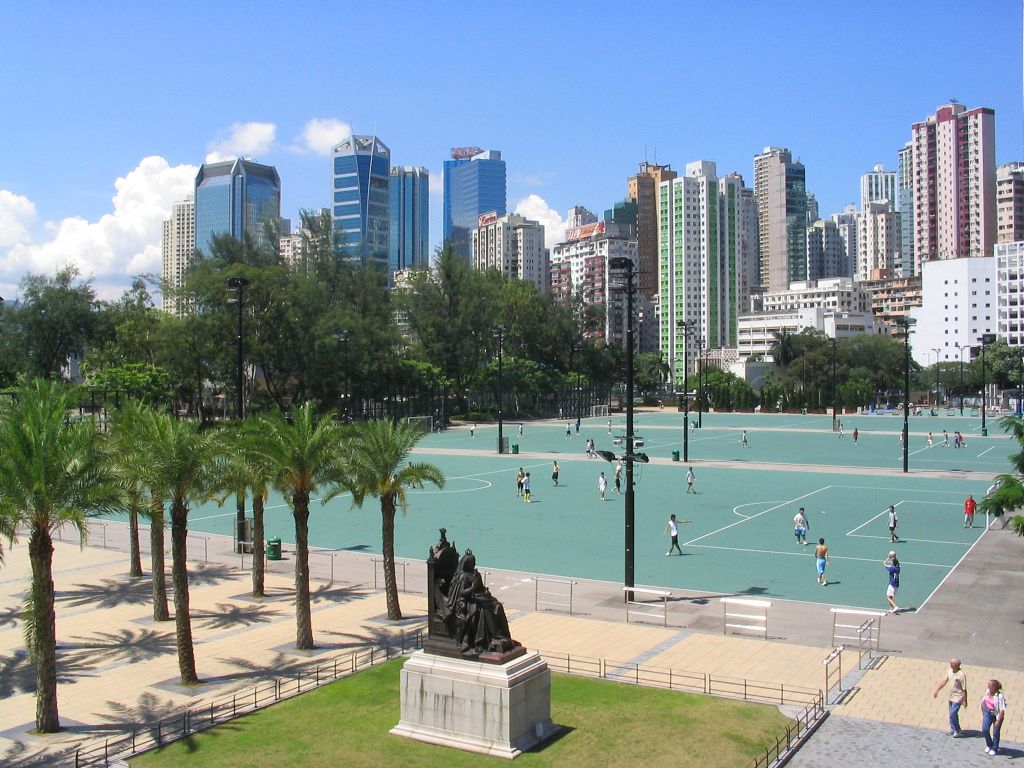
La estatua de la Reina Victoria, trasladada a Victoria Park.
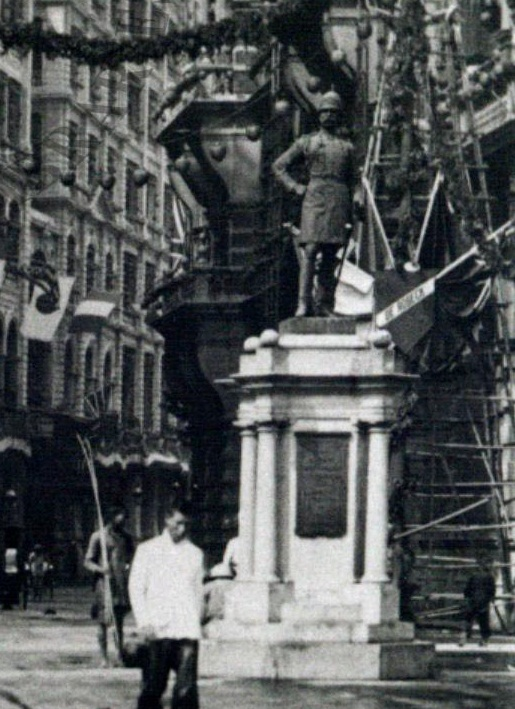
Estatua del Duque de Connaught al final de Pedder Street en 1919.
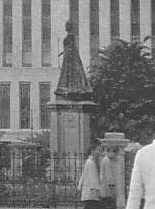
Estatua de la Reina Alejandra en la década de 1930.
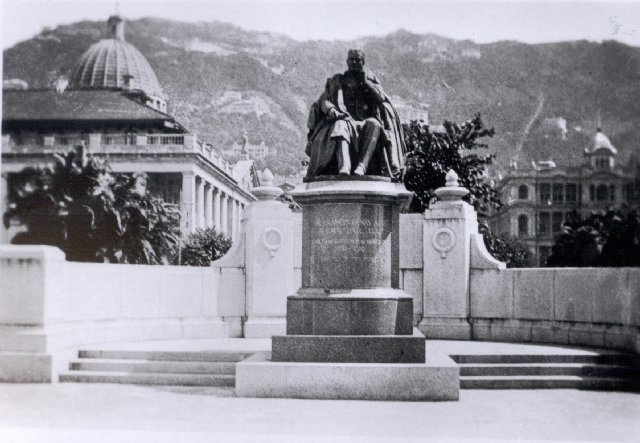
Estatua de Sir Henry May, alrededor de 1930.
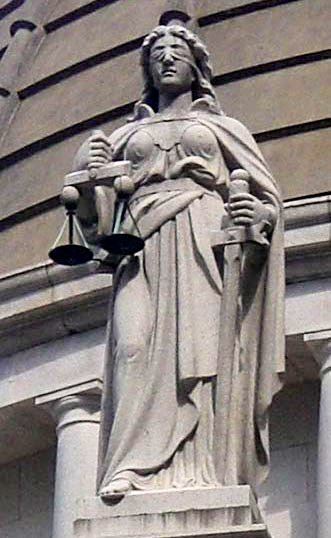
Estatua de Temis en el Legislative Council Building.
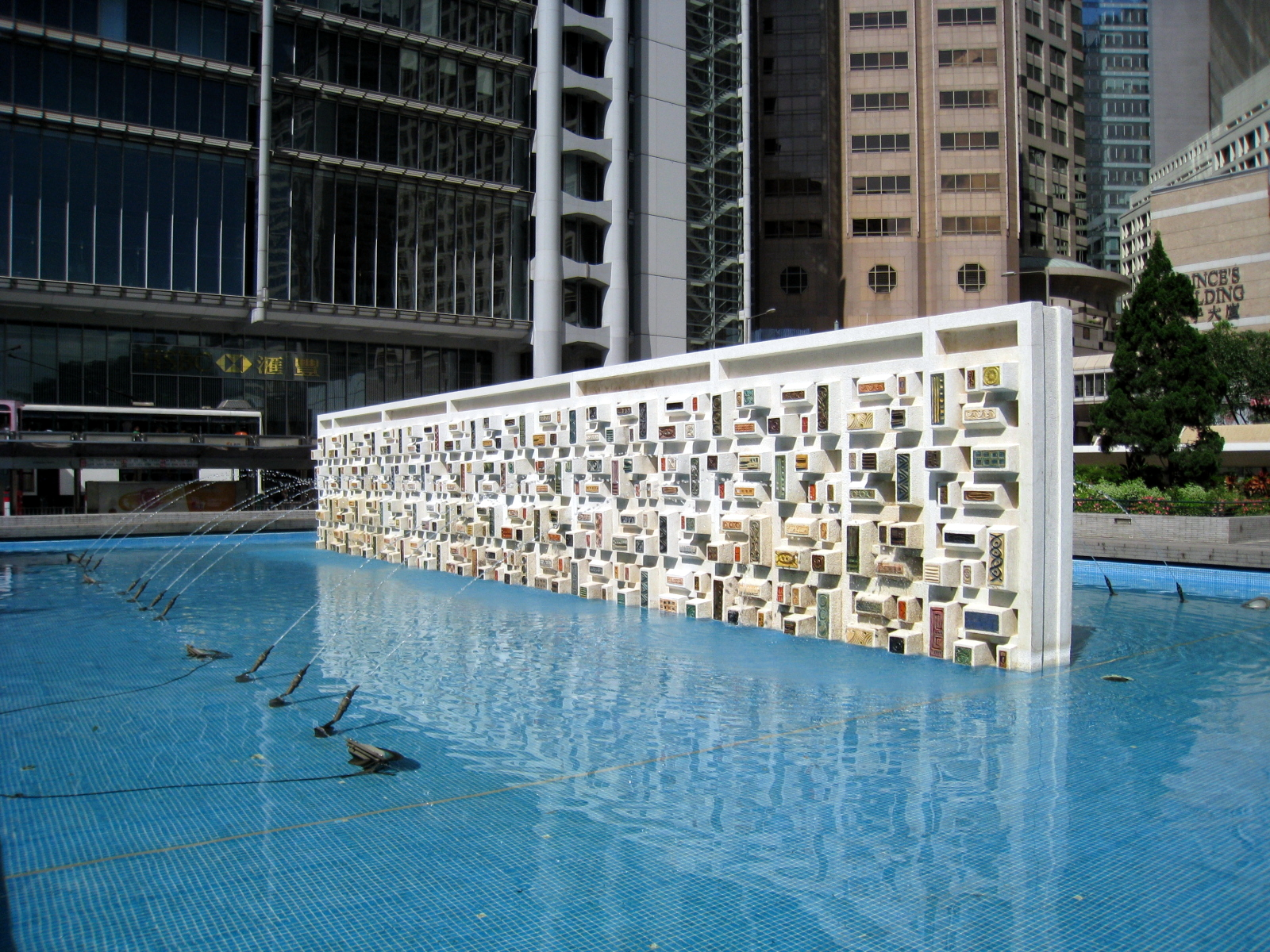
Una de las fuentes de Statue Square.